# Distretto elettorale di Epembe
Il distretto elettorale di Epembe è un distretto elettorale della Namibia situato nella Regione di Ohangwena con 16.229 abitanti al censimento del 2011. Il capoluogo è la città di Epembe.